# Епархия Тортоны
Епархия Тортоны (лат. Dioecesis Derthonensis, итал. Diocesi di Tortona) — епархия Римско-католической церкви в составе митрополии Генуи, входящей в церковную область Лигурия. В настоящее время епархией управляет епископ Гвидо Марини.
Клир епархии включает 202 священника (146 епархиальных и 56 монашествующих священников), 20 диаконов, 60 монахов, 345 монахинь.
Адрес епархии: Piazza Duomo, 12 — 15057 Tortona (AL).

## Территория
В юрисдикцию епархии входят 314 приходов в 109 коммунах Лигурии, Пьемонта и Ломбардии: 24 в провинции Алессандрии в Пьемонте — Альбера-Лигуре, Аркуата-Скривия, Базалуццо, Боргетто-ди-Борбера, Кабелла-Лигуре, Канталупо-Лигуре, Кареццано, Каррега-Лигуре, Кассано-Спинола, Кастеллания, Кастеллетто-д’Орба, Гаваццана, Грондона, Монтальдео, Монджардино-Лигуре, Нови-Лигуре, Пастурана, Поццоло-Формигаро, Роккафорте-Лигуре, Рокка-Гримальда, Роккетта-Лигуре, Сант-Агата-Фоссили, Сильвано-д’Орба, Тассароло; 7 в провинции Генуя в Лигурии — Крочефиески, Изола-дель-Кантоне, Монтебруно, Ронданина, Фаша, Савиньоне, Торрилья; 78 в провинции Павия — Альбаредо-Арнабольди, Арена-По, Баньярия, Барбьянелло, Бастида-де-Досси, Бастида-Панкарана, Борго-Приоло, Боргоратто-Мормороло, Бознаско, Бралло-ди-Прегола, Брессана-Боттароне, Брони, Кальвиньяно, Кампоспинозо, Каневино, Каннето-Павезе, Казатизма, Казеи-Джерола, Кастана, Кастеджо, Кастеллетто-ди-Брандуццо, Чечима, Червезина, Чигоньола, Кодевилла, Корана, Корнале, Корвино-Сан-Квирико, Фортунаго, Гамбарана, Годьяско, Гольференцо, Лирио, Лунгавилла, Менконико, Меццана-Бильи, Меццана-Рабаттоне, Меццанино, Монтальто-Павезе, Монтебелло-делла-Батталья, Монтекальво-Версиджа, Монтескано, Монтезегале, Морнико-Лозана, Монту-Беккария, Олива-Джесси, Панкарана, Пьетра-де-Джорджи, Пинароло-По, Пиццале, Понте-Ницца, Портальбера, Реа, Редавалле, Реторбидо, Риванаццано, Робекко-Павезе, Рокка-де-Джорджи, Рокка-Сузелла, Ровескала, Руино, Сан-Чиприано-По, Сан-Дамьяно-аль-Колле, Санта-Джулетта, Санта-Маргерита-ди-Стаффора, Санта-Мария-делла-Верза, Сильвано-Пьетра, Страделла, Торрацца-Коста, Торричелла-Верцате, Валь-ди-Ницца, Вардзи, Верретто, Верруа-По, Вогера, Вольпара, Цаваттарелло, Ценевредо.
Кафедра епископа находится в городе Тортона в церкви Санта Мария Ассунта и Святого Лаврентия.

## История
Кафедра Тортоны древняя, предание связывает евангелизацию края с именем Святого Маркиана, который был замучен в 120 году. Хотя первые исторические записи о епархии относятся к IV веку, исследователи сходятся во мнении, что кафедра была основана в конце I века. Первоначально епархия была епископством-суффраганством архиепархии Милана.
Многие из первых епископов Тортоны были замучены и почитаются как святые.
В 1014 году епархия уступила часть своей территории в пользу новой епархии Боббио.
В 1803 году кафедра была уничтожена французскими оккупационными властями, а территория епархии была присоединена к епархии Казале-Монферрато.
Епархия Тортоны была восстановлена 17 июля 1817 года буллой Beati Petri Папы Пия VII. В тех же границах она вошла в состав митрополии Генуи.

## Ординарии епархии
| - Святой Марциано I (120); - Святой Ариберто (120—145); - Святой Аммонио (150 — 10.1.171); - Святой Теренциано (186); - Святой Костанцо (187—237); - Святой Лоренцо I (240—265); - Святой Анастазио (272—275); - Святой Марчеллино (277); - Святой Джулиано (IV век); - Святой Мелиодоро I (305); - Святой Инноченцо (318—342 или 355); - Джованни I; - Святой Эзуперанцио (360 —после 381); - Эустазио или Теодуло (упоминается в 385); - Святой Марциано II (404—420); - Святой Квинциано или Квинтино (431—466); - Святой Марчелло (472); - Альбонио (упоминается в 504); - Джованни II (упоминается в 557); - Систо (упоминается в 579); - Проколо Пено (602—649); - Мелиодоро II (упоминается в 649); - Беато (660—662); - Лоренцо II (662); - Аудачио (679); - Оттавио (701—711); - Бенедетто I (711—724); - Томмазо (727—744); - Джакомо (744—753); - Джузеппе (755—769); - Флавиано (после 769); - Джероламо (786—793); - Дезидерио (793—799); - Роберто (799—808); - Валерио (808—828); - Джованни III (828—838); - Рофредо (838—847); - Теодольфо (848—877 или 878); - Джованни IV (878); - Гларардо (890—897); - Ильдеджино (898); - Джеребальдо (901); - Бенедетто II (913—929); - Андреа Рада (926 или 930); - Джизельпрандо (упоминается в 944 и в 962); - Джованни V (965 — после 968); - Оттоне (969); - Гвиберто (973 — после 983); - Эриберто (984 — после 998); - Аджирио (1004); - Пьетро I (1014—1077); | - Оддо I (1077 — после 1083); - Гвидо (1084 — после 1098); - Ламбардо (1105); - Пьетро II (1111 — 30.5.1134); - Гульельмо (1134 — после 1144); - Оберто (1153—1179); - Уго (1180 — после 1183); - Гандольфо (1184); - Оддо II (1196—1201); - Обиццо (1202 — после 1212); - Пьетро Бусетто (1220—1255); - Мельккьоре Бусетто (1255—1284); - Sede vacante (1284—1288); - Джакомо Кальчинари (1288); - Тиберио делла Торре (1319 — 27.6.1325) — назначен епископом Брешии; - Принчивалле Фиески (27.6.1325 — 1348); - Джакомо Висконти (6.11.1348 — 1363); - Джованни ди Чева (15.9.1364 — 1393); - Пьетро де Джорджи (30.3.1394 — 15.2.1413) — назначен епископом Новары; - Энрико Рампини (10.5.1413 — 7.6.1435) — назначен епископом Павии; - Джерардо Ландриани (1435—1436); - Джованни Барбавара (6.3.1437 — 1460); - Микеле Марлиани (9.1.1461 — 24.9.1475) — назначен епископом Пьяченцы; - Фабрицио Марлиани (24.4.1475 — 1476) — назначен епископом Пьяченцы; - Джакомо Ботта (10.1.1476 — 1496); - Джан Доменико де Цаци (20.4.1496 — 1528); - Уберто Гамбара (8.5.1528 — 22.3.1548); - Чезаре Гамбара (22.3.1548 — 1591); - Маффео Гамбара (11.5.1592 — 1612); - Козимо Доссена (1612 — 12.3.1620) — барнабит; - Паоло Арезе (1620—1644) — театинец; - Франческо Фоссати (23.5.1644 — 11.3.1653) — оливетанец; - Карло Сеттала (18.8.1653 — 23.4.1682); - Карло Франческо Чева (19.7.1683 — 1700); - Джулио Реста (21.2.1701 — 11.1.1743); - Джузеппе Людовико Андухар (11.3.1743 — 1783) — доминиканец; - Карло Маурицио Пейретти (18.7.1783 — 18.2.1793); - Sede vacante (1793—1796); - Пио Бонифачо Фоссати (31.7.1796 — 1803); - Кафедра упразднена (1803—1817); - Карло Франческо Карневале (21.12.1818 — 29.10.1831); - Джованни Негри (15.4.1833 — 1874); - Винченцо Капелли (4.5.1874 — 1890); - Иджино Банди (23.6.1890 — 1914); - Симоне Пьетро Грасси (22.12.1914 — 1.11.1934); - Эджисто Домнико Мелькьори (5.12.1934 — 2.3.1963); - Франческо Росси (21.4.1963 — 29.11.1969); - Джованни Канестри (7.1.1971 — 8.2.1975) — назначен наместником Рима; - Луиджи Бонджанино (6.6.1975 — 2.2.1996); - Мартино Канесса (2.02.1996 — 15.10.2014); - Витторио Франческо Виола (15.10.2014 — 27.05.2021); - Гвидо Марини (29.08.2021 — по настоящее время). |  |

## Статистика
На конец 2010 года из 280 060 человек, проживающих на территории епархии, католиками являлись 273 490 человек, что соответствует 97,7 % от общего числа населения епархии.
| год  | население | население | население | священники | священники        | священники         | священники                           | постоянные диаконы | монахи  | монахи  | приходы |
| год  | католики  | всего     | %         | всего      | белое духовенство | черное духовенство | число католиков на одного священника | постоянные диаконы | мужчины | женщины | приходы |
| ---- | --------- | --------- | --------- | ---------- | ----------------- | ------------------ | ------------------------------------ | ------------------ | ------- | ------- | ------- |
| 1950 | 299.000   | 300.000   | 99,7      | 630        | 500               | 130                | 474                                  |                    | 200     | 500     | 316     |
| 1969 | 303.800   | 306.936   | 99,0      | 456        | 370               | 86                 | 666                                  |                    | 177     | 704     | 265     |
| 1980 | 295.000   | 297.000   | 99,3      | 375        | 313               | 62                 | 786                                  |                    | 94      | 720     | 317     |
| 1990 | 272.500   | 275.000   | 99,1      | 324        | 254               | 70                 | 841                                  | 12                 | 104     | 715     | 315     |
| 1999 | 276.000   | 280.000   | 98,6      | 268        | 203               | 65                 | 1.029                                | 13                 | 68      | 442     | 314     |
| 2000 | 276.000   | 280.000   | 98,6      | 261        | 198               | 63                 | 1.057                                | 12                 | 66      | 435     | 314     |
| 2001 | 276.000   | 280.000   | 98,6      | 256        | 196               | 60                 | 1.078                                | 12                 | 63      | 426     | 314     |
| 2002 | 276.000   | 280.000   | 98,6      | 247        | 188               | 59                 | 1.117                                | 12                 | 62      | 417     | 314     |
| 2003 | 270.980   | 278.500   | 97,3      | 241        | 182               | 59                 | 1.124                                | 12                 | 62      | 412     | 314     |
| 2004 | 272.960   | 279.070   | 97,8      | 232        | 173               | 59                 | 1.176                                | 15                 | 63      | 365     | 314     |
| 2010 | 273.490   | 280.060   | 97,7      | 202        | 146               | 56                 | 1.353                                | 20                 | 60      | 345     | 314     |